# Empoasca daggyi
Empoasca daggyi är en insektsart som beskrevs av Rowland Southern och Dietrich 2010. Empoasca daggyi ingår i släktet Empoasca och familjen dvärgstritar. Inga underarter finns listade i Catalogue of Life.